# Assignat

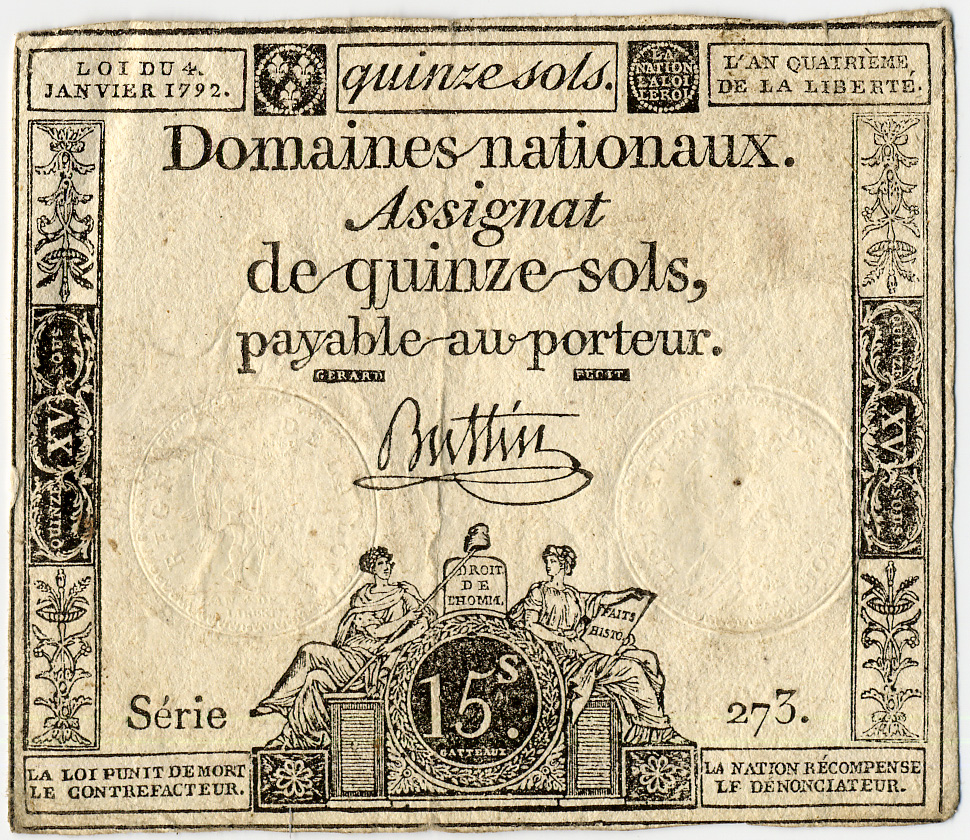
Assignat de 15 sols

L'assignat era un tipus de moneda durant la Revolució francesa que es va caracteritzar per la seva inestabilitat i pèrdua de valor constant.
Originalment es tractava d'un títol d'emprèstit emès pel Tresor públic francès l'any 1789 seguint les ordres de l'Assemblea Nacional. Llur valor hipotecari requeia sobre el patrimoni eclesiàstic que s'havia nacionalitzat. El 1790 se'n va declarar el seu ús forçós. Les excessives emissions d'assignats i la manca de compradors que sempre van patir en va fer caure el valor estrepitosament, fins al punt que van passar a ser simplement paper moneda d'un poder adquisitiu molt poc fiable i amb tendència a la baixa permanent el 1791. Aquesta fou, entre d'altres, una de les causes de la forta inflació dels preus dels béns alimentaris i de consum durant la Revolució Francesa. Foren suprimits el 1797.
Tradicionalment hom havia afirmat que a Catalunya s'havien emès assignats durant l'ocupació napoleònica de 1808 a 1814, però en realitat es tracta de falsificacions posteriors.

## Història

### Confiscació dels béns del clergat

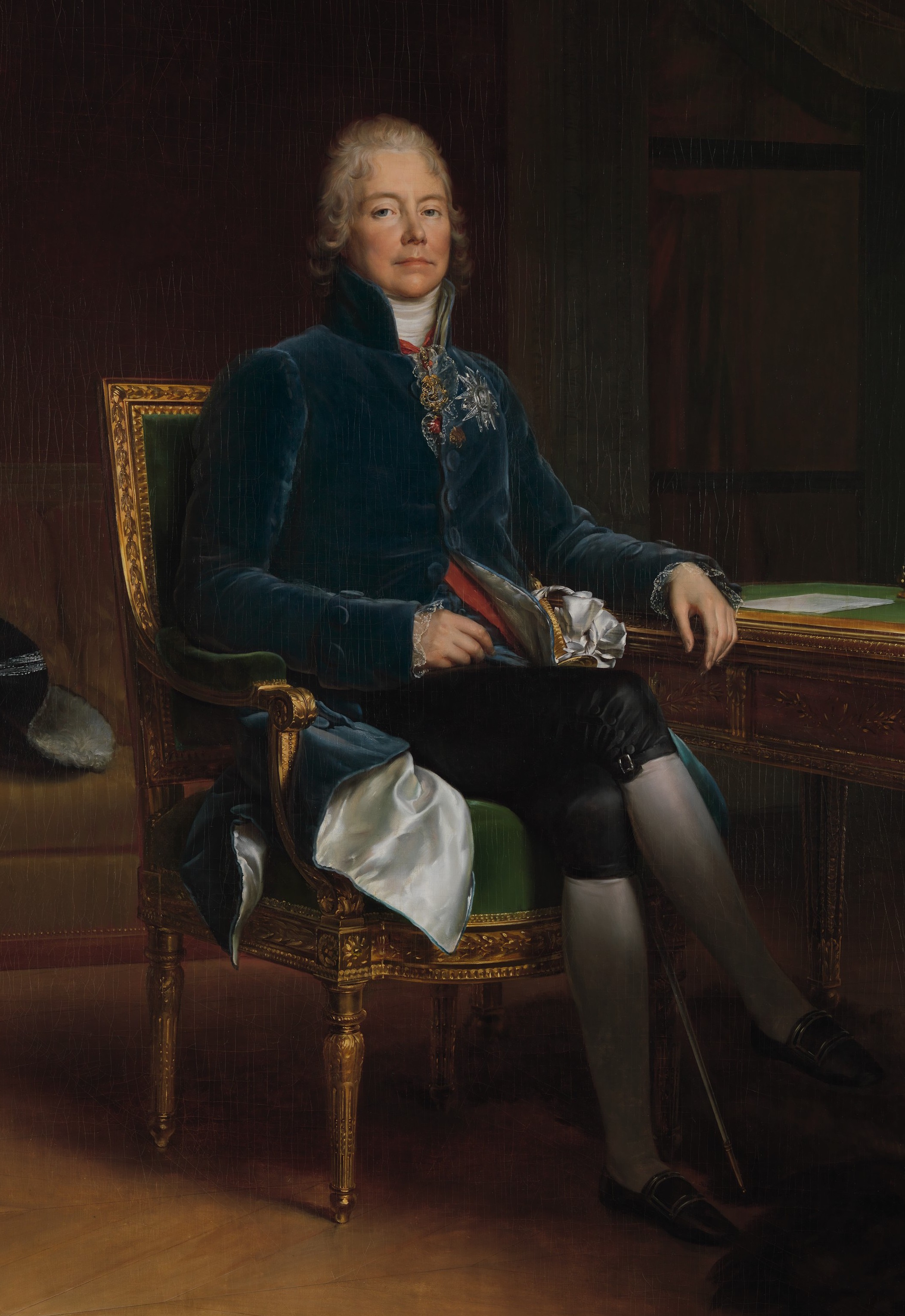
Talleyrand, va iniciar la confiscació dels béns del clergat

Ja abans de la Revolució francesa les finances reials estaven en estat catastròfic amb un deute avaluat entre quatre i cinc miliards de lliures i la meitat del pressupost reial dedicat a reabsorbir el deute. El diputat Talleyrand proposà confiscar els béns del clergat no pas nacionalitzar-los, ja que no es va fer cap indemnització. Així en data de 2 de novembre de 1789, l'Assemblea nacional constituent decideix que tots els béns del clergat siguin «posats a disposició de la nació».
Aquesta aportació de patrimoni s'avalua entre dos i tres miliards de lliures, la posada en venda es confia a la Caixa de l'Extraordinari (Caisse de l'Extraordinaire) creada el 6 de desembre de 1790. El mateix dia es creen els bitllets on el valor és assignée sobre els béns del clergat, l'assignat. Els primes bitllets tenien un valor de 1.000 lliures que en ser tan important no servia de bitllet de banc per a la població sinó a ser atresorat pels particulars.

### Depreciació
El 17 d'abril els assignats es van convertir en paper moneda, en comptes de ser destruïts com estava previst, i a més a més se'n van emetre en més quantitat fins al punt que es va superar el valor real dels béns nacionals. Jacques Necker, ministre de finances i contrari a la transformació de l'assignat en paper moneda va dimitir el setembre. La sobrevaloració de l'assignat va permetre comprar béns a un preu molt inferior al real. Per sostenir l'assignat, es van aprovar moltes lleis successives com ara el tancament provisional de la borsa de París el 1793.
En els primers dies del règim del Terror la no acceptació de l'assignat comportava pena de mort, el comerç amb metalls preciossos va quedar prohibit. Malgrat tot l'estat francès no va saber fer front a la crisi econòmica i emeté encara més assignats per finançar la guerra. · .
Un gran nombre de falsos assignats, fabricats a Bèlgica, Països Baixos, Alemanya, Suïssa i Gran Bretanya amb la complicitat del govern britànic (aleshores el gran enemic de la França revolucionària) va accelerar llur depreciació i la crisi econòmica francesa,

### Fi dels assignats
Per decisió d'el Directori, l'assignat es va abandonar amb la crema pública de les seves planxes i eines d'impressió a la plaça Vendôme, el 19 de febrer de 1796 (30 de pluviós de l'any IV). El 18 de març aparegué un nou bitllet anomenat el mandat territorial. El canvi es va fer sobre una base de 30 francs d'assignat per cada 1 franc de mandat, tot i que el seu valor real hauria d'haver estat de 300 a 1.

## Sobre aquest article